# Idrottsföreningen Kamraterna Mariehamn

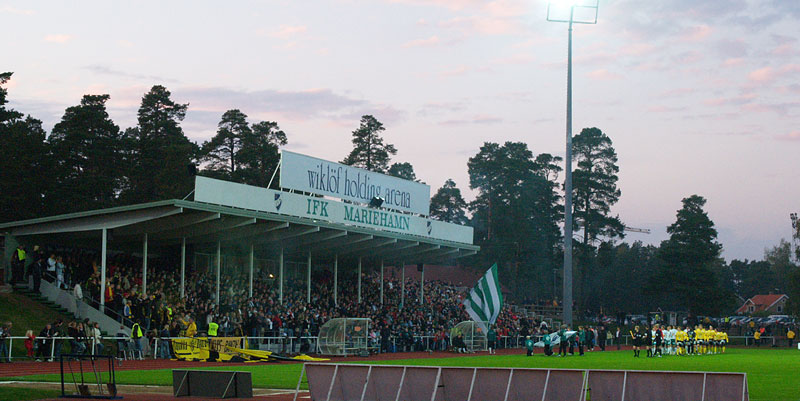
Wiklof Holding Arena

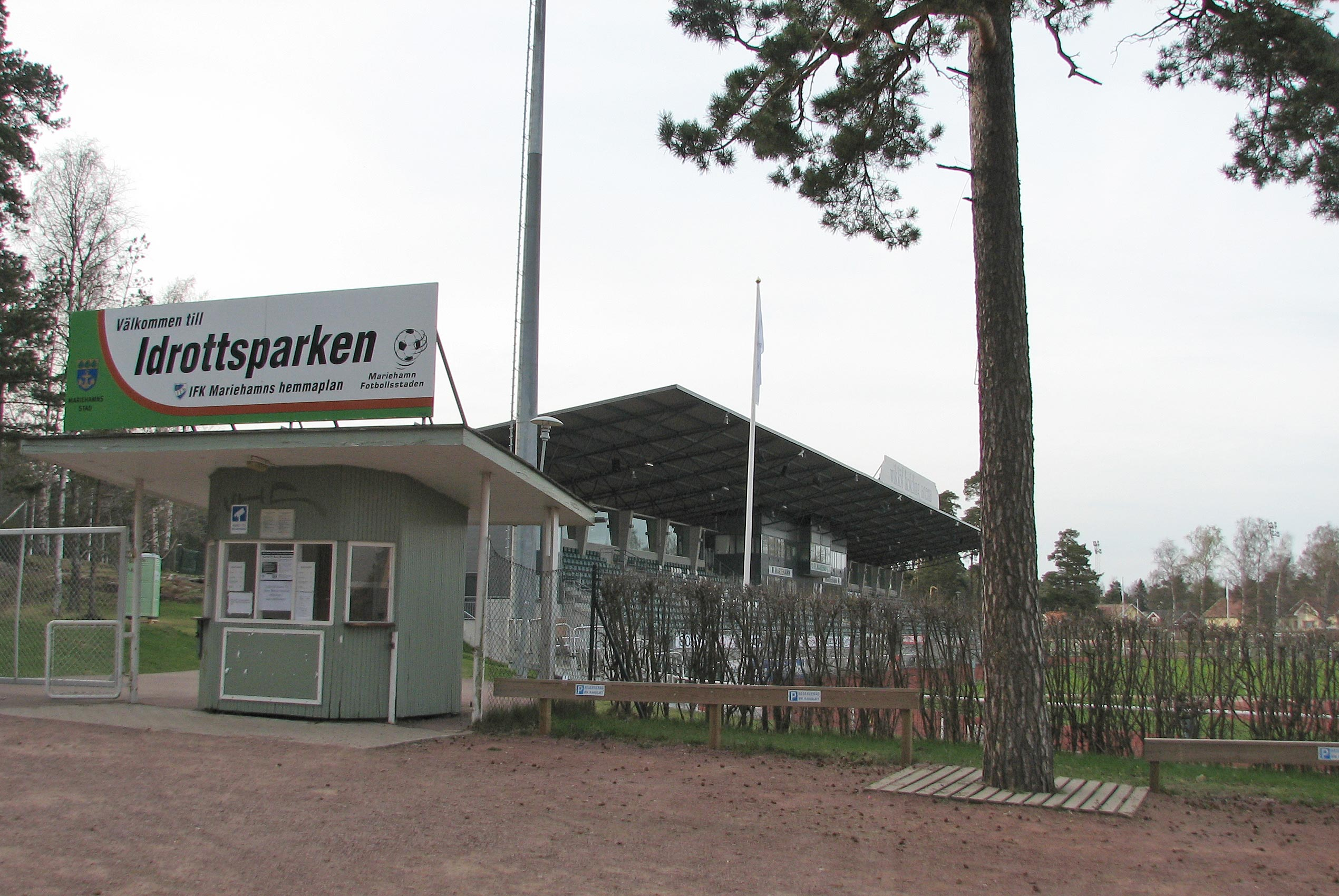
Wiklöf Holding Arena

L'Idrottsföreningen Kamraterna Mariehamn (o IFK Mariehamn) és un club de futbol finlandès de la ciutat de Mariehamn, Illes Åland.

## Història
El club fou fundat el 1919, tot i que la secció de futbol no aparegué fins a mitjan anys 30. L'any 2005 ascendí per primer cop a la primera divisió. Els seus majors èxits són la copa finlandesa del 2015], i la lliga del 2016.

## Palmarès
- Lliga finlandesa de futbol: 
  - 2016

- Copa finlandesa de futbol: 
  - 2015